# دهستان قره‌بلاغ (فسا)
دهستان قره‌بلاغ نام دهستانی در بخش ششده و قره‌بلاغ شهرستان فسا، استان فارس در ایران است. براساس سرشماری مرکز آمار ایران در سال ۱۳۸۵، جمعیت آن ۱۸۱۹۶ نفر (۴۲۳۲ خانوار) بوده‌است.